# Joannes Vippacensi
Joannes Baptista à Sancta Cruce Vippacensi szlovén nyelven Janez Svetokriški (eredeti nevén Tobia Lionelli) (Santa Croce di Aidussina, 1647. k. – Gorizia, 1714. október 17.) olasz származású krajnai prédikátor és kapucinus szerzetes.

## Élete
A mai Vipavski Križ településen született, amit 1955 előtt szlovénul Sveti Križ (magyarul Szentkereszt) néven volt ismeretes. Édesapja olasz, míg édesanyja szlovén nemzetiségű volt. A kapucinusok között nyerte el a János (Joannes) nevet Keresztes Szent János után, míg mellékneve származási helyére utal. Származását illetően vita folyik, mivel egy elmélet szerint eredeti neve nem Lionelli, hanem Hrobat. Az elmélet szerint egy bizonyos Katarina Hrobat házasságon kívül született gyermeke, s eredetileg Ivannak hívták (az Iván keresztnév a délszláv nyelvekben gyakorta a János egyik megfelelője, amelyet a szlovéneknél általánosan Janez-nak mondanak). Édesapja egy Lanthieri nevezetű olasz nemes lehetett, aki törvénytelen fiát elismerte, de a gyermek családnevét elváltoztatta Lionellire, hogy elkerülje a botrányt.
Életét krajnai és horvátországi kapucinus kolostoroknál töltötte. A szlovén hívek számára anyanyelvükön prédikált. Az általa alkotott 230 prédikációit nyomtatásban is megjelentette Sacrum promptuarium (Szent kézikönyv) címmel, amelyhez nemesi és főpapi mecénásokat is szerzett. 1691 és 1707 között öt kötetnyi prédikáció jelent meg. Az első két kötetet Velencében, míg az utolsó hármat Laibachban (ma Ljubljana) adták ki.

## Munkássága
A barokk prédikációk tengermelléki szlovén nyelvjárásban (azon belül ún. brdai alnyelvjárásban) íródtak. Szerzőjük a népnyelvhez igazodott, ezért a szövegek számos német és olasz jövevényszót is tartalmaznak, de felfedezhetőek latin és horvát nyelvi hatások is. Azonban jelentős eltérést nem mutatnak attól az irodalmi nyelvtől, amely közép- és felsőkrajnai nyelvjárásra épül és ami utóbb az általános szlovén nyelvi normaként lépett fel (a szlovének régiónként saját irodalmi nyelvet használtak a nagy nyelvjárási különbségek miatt).
Joannes Vippacensi prédikáció azon túl, hogy jó szolgálatot tettek a szlovén nyelv megőrzésének az olasz és német nyelvvel szemben, még értékes információkkal szolgálnak a szlovén köznép 17.-18. századi életformájáról. A prédikációk gyakran élnek párhuzamokkal a Szentírás történetei és a szlovén emberek élete között.